# اوروشواس
اوروشواس (به صربی: Урошевац) شهری در منطقه اوروشواس کشور کوزوو است که در سرشماری سال ۲۰۱۱ میلادی، ۸۱٬۹۸۸ نفر جمعیت داشته‌است.

## نگارخانه

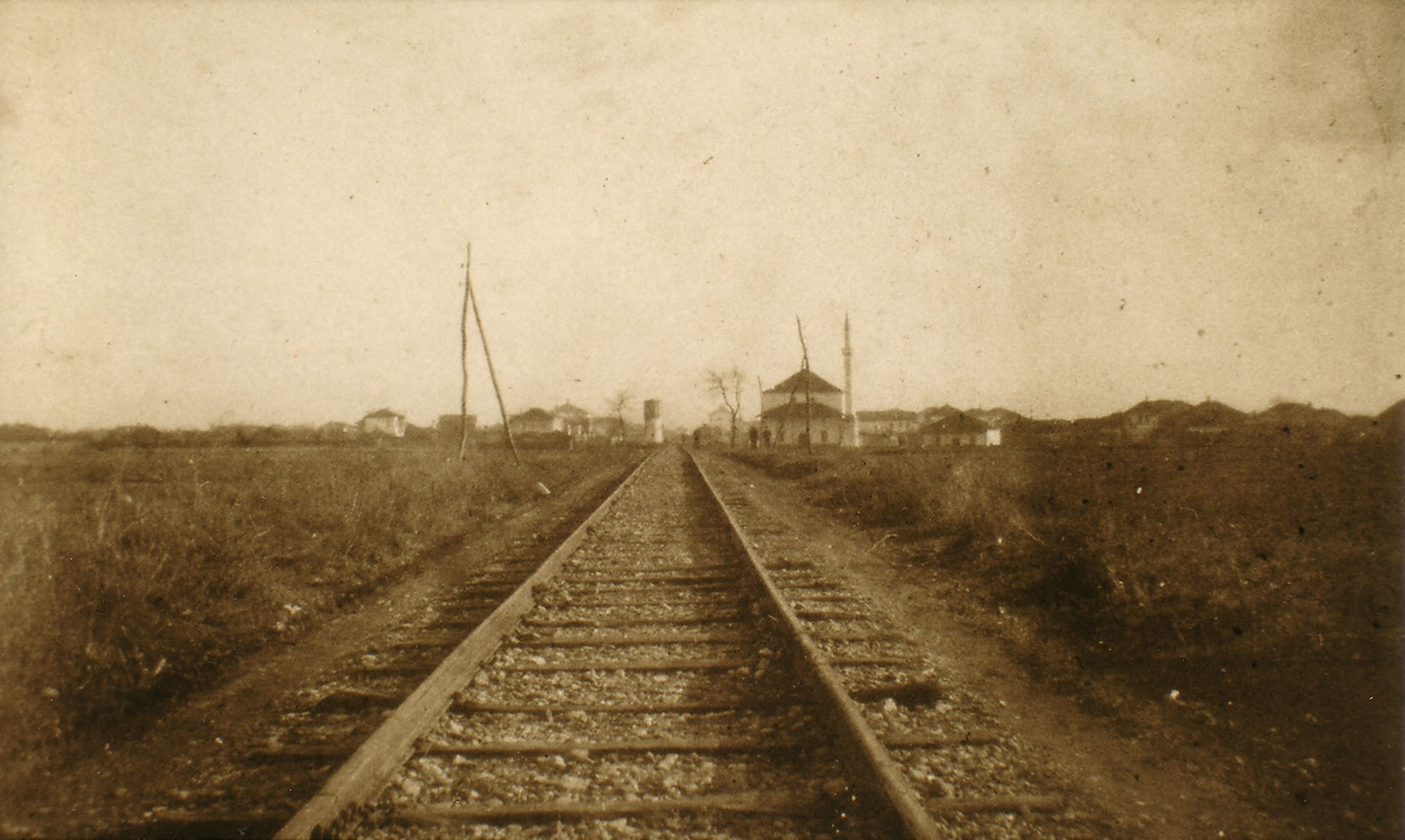
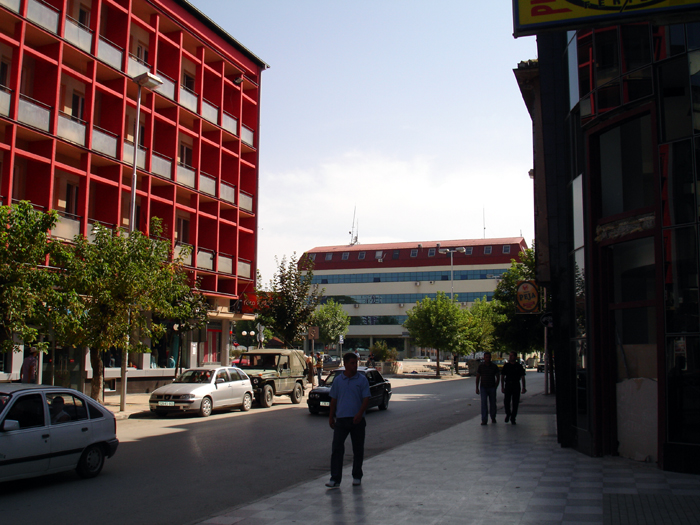
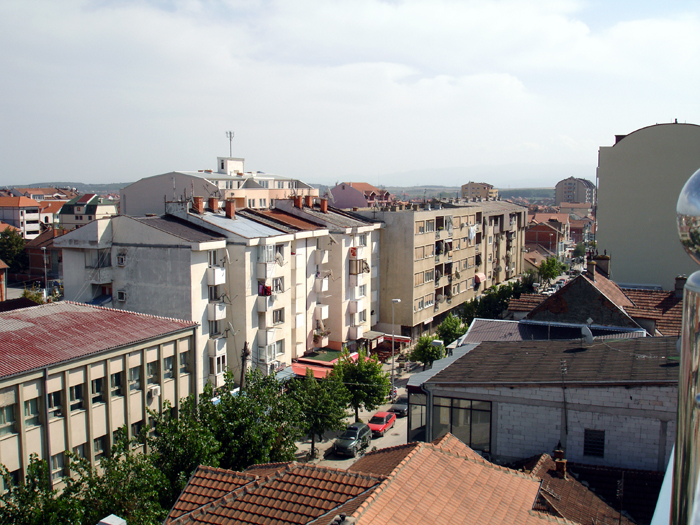
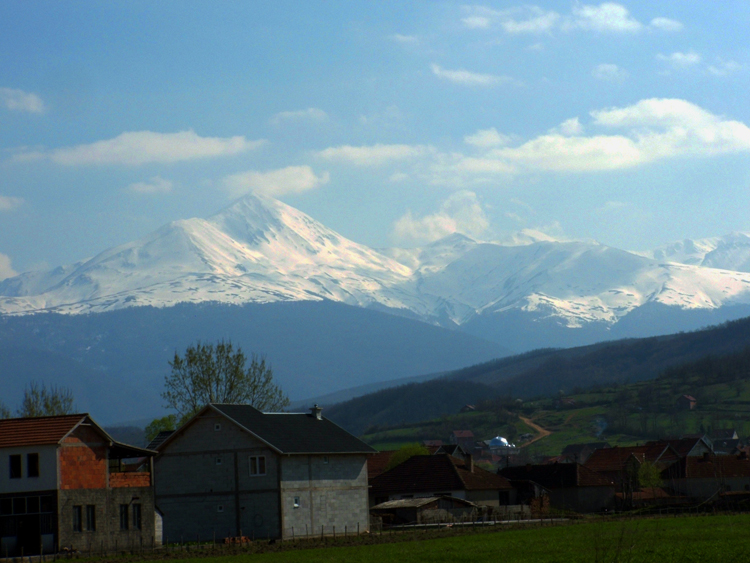
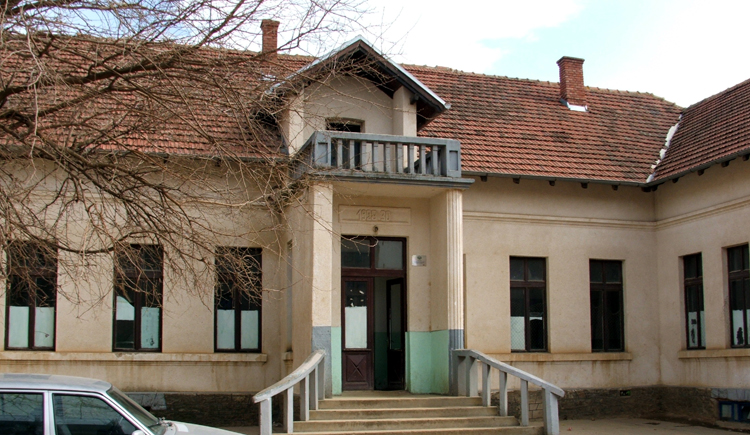